# Juan Rivero
Juan Rivero (ur. 22 listopada 1940 w Montevideo) – urugwajski bokser.
Uczestniczył w Letnich Igrzyskach Olimpijskich, w 1968 roku, przegrał w drugiej rundzie w wadze lekkiej z Yeterem Sevimlı. Podczas igrzysk panamerykańskich w 1967 w Winnipeg zdobył brązowy medal w wadze lekkiej, przegrywając w półfinale z Luisem Minamim z Peru.